# Linchamiento en Ramala
El linchamiento en Ramala fue el asesinato de dos soldados israelíes por una multitud de palestinos en la ciudad de Ramala, acontecido el 12 de octubre de 2000. Los dos soldados, Vadim Nurzhitz y Yossi Avrahami, entraron en la ciudad de Ramala desarmados y fueron arrestados por la policía de la Autoridad Palestina, según varias versiones. 
Los dos hombres eran reservistas que habrían entrado a Ramala por error. Al conocer su presencia, una multitud de palestinos rodeó la comisaría y según denuncias de Israel, junto con los policías comenzaron a golpear a los soldados hasta la muerte. Posteriormente, lanzaron sus cuerpos mutilados a través de la ventana hacia la calle. Entonces, la multitud abusó de los cuerpos golpeándolos hasta deformarlos y los arrastró por las calles. 
Las imágenes de la matanza fueron captadas en vídeo por un equipo italiano de la TV (Mediaset) y posteriormente se difundieron por la TV mundial. La imagen de uno de los linchadores que agitaba sus manos manchadas con sangre a través de la ventana impresionó al mundo y se convirtió en un ícono de la Segunda Intifada. 
En respuesta, Israel lanzó una serie de ataques aéreos contra la Autoridad Palestina.